# Sipanje perja
Sipanje perja, potepanje ili perjana običaj je u nekim seoskim dijelovima središnje, istočne i sjeverozapadne Hrvatske, kada se dolazak majke i novorođenčeta iz bolnice slavi zasipavanjem dvorišta perjem i papirima, a u Međimurju prilikom zaruka budućeg bračnog para i prije vjenčanja.
Nekada su se prema narodnim običajima sipali pljeva i perje. Pljeva koja je čuvala zrno žita, značila je da se žena očistila nakon poroda, a perje kako bi novorođenče imalo lagodan život poput ptice. U današnje vrijeme, rodbina, prijatelji i susjedi iskazuju veselje zasipavanjem dvorišta perjem i papirima te pale gume, sipaju čepove boca, ostavljaju olupine automobila ili sličan otpad. Etnolozi kažu, da ne postoji konsenzus o pravom značenju samog običaja i dodaju da se žena povezuje s pticom, a kada se sprema uploviti u bračne vode, sva raskoš nestaje i ona postaje očerupana. Zbog toga je perje osnovni materijal koji uzvanici donose na perjanu.
U okolici Bjelovara običaj se zove sipanje, u okolici Pitomače perjana, a u Međimurju potepanje.
U Međimurju se potepanjem perja obilježavaju zaruke mladenaca pa u vrijeme kada su obitelji djevojke i mladića na večeri i druženju, njihovi prijatelji pod okriljem mraka dvorišta zatrpaju otpadom. Kustosica etnografskih zbirki u Muzeju Međimurja Janja Kovač tumači, da je riječ o simbolici pretvaranja kaosa, odnosno nereda u kozmos, odnosno red. Korištenje prirodnih materijala poput vune, perja, kukuruzovine, pljeve ili slame govori da je to domaći običaj, a ne uvezeni jer se nisu ustalili neki industrijski predmeti.
Hrvatska filmska redateljica Petra Slobodnjak snimila je dokumenatarni film "Sipanje" 2015. godine.